# Kristin Fraser

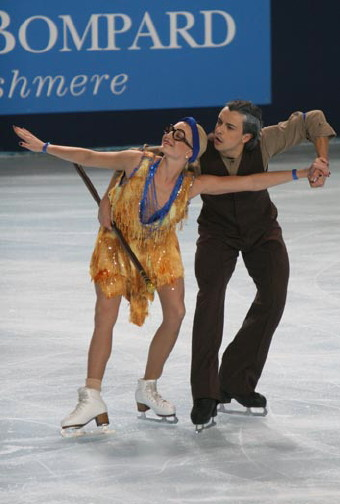
Kristin Fraser / Igor Loekanin

Kristin Fraser (Palo Alto, Californië, 29 februari 1980) is een in de Verenigde Staten geboren en voor Azerbeidzjan uitkomende kunstschaatsster.
Fraser is actief in het ijsdansen en haar vaste sportpartner sinds 2001 is de naar Azerbeidzjan uitgeweken Rus Igor Loekanin. Hun huidige trainers zijn Nikolai Morozov en Alexei Gorshkov. Voorheen reed ze onder andere met Peter Kongkasem en Jonathan Nichols.

## Persoonlijke records
| records                | punten | datum      | toernooi |
| ---------------------- | ------ | ---------- | -------- |
| Hoogste totaalscore    | 173.95 | 21-03-2008 | WK       |
| Hoogste verplichte kür | 33.02  | 22-01-2008 | EK       |
| Hoogste originele kür  | 56.35  | 20-03-2008 | WK       |
| Hoogste vrije kür      | 87.26  | 18-03-2005 | WK       |

## Belangrijke resultaten
| Kampioenschap           | 2001 | 2002 | 2003 | 2004 | 2005 | 2006 | 2007 | 2008 | 2009 |
| ----------------------- | ---- | ---- | ---- | ---- | ---- | ---- | ---- | ---- | ---- |
| Olympische Spelen       |      | 17e  |      |      |      | 19e  |      |      |      |
| Wereldkampioenschap     | 19e  | 15e  | 13e  | 16e  | 13e  | 14e  | 16e  | 11e  | 18e  |
| Europees Kampioenschap  | 16e  | 14e  | 10e  |      | 9e   | 9e   | 7e   | 10e  | 9e   |
| Nationaal Kampioenschap | Goud | Goud | Goud |      | Goud |      |      |      |      |